# Jack LaLanne
Francois Henri "Jack" LaLanne (ur. 26 września 1914, zm. 23 stycznia 2011) – amerykański kręgarz, pisarz, kulturysta, instruktor ćwiczeń, i osobowość telewizyjna.

## Wyróżnienia
Posiada swoją gwiazdę na Hollywoodzkiej Alei Gwiazd.